# Jennifer Simons
Jennifer Geerlings-Simons (Paramaribo, 5 de septiembre de 1953) es una doctora y política surinamesa que se desempeña como presidenta de Surinam desde el 16 de julio de 2025. Se desempeñó como presidenta de la Asamblea Nacional de Surinam entre 2010 y 2020, convirtiéndose en la segunda mujer presidenta del Parlamento de Surinam.  En 2024, se convirtió en la líder del Partido Nacional Democrático. Después de que su partido obtuviera una estrecha victoria en las elecciones generales de 2025, fue elegida presidenta el 6 de julio de 2025, convirtiéndose en la primera mujer presidenta en la historia de la nación. 

## Biografía
Miembro de la Asamblea Nacional, Simons fue elegida por primera vez como parlamentaria en 1996, representando al distrito de Paramaribo. Sirvió como una de los vicepresidentes del Partido Nacional Democrático, que fue fundado por el ex revolucionario de Surinam Dési Bouterse. Fue líder de la fracción parlamentaria desde 2000 hasta 2006.
En abril de 2012, Simons fue acusada por la oposición en el parlamento de comportamiento dictatorial debido a su decisión de prohibir a los miembros del parlamento referirse a la ley de amnistía de abril de 2012 durante un debate sobre la ley contra el acoso.
El 30 de junio de 2010 fue elegida presidenta de la Asamblea Nacional de Surinam, con 26 de los 50 votos. Simons es la segunda presidenta mujer del Parlamento de Surinam. Desempeñó el cargo hasta el 29 de junio de 2020, cuando fue sucedida por Ronnie Brunswijk.
El 13 de julio de 2024, sucedió a Dési Bouterse como líder del Partido Nacional Democrático.  Al año siguiente, llevó al NDP al primer lugar en las elecciones generales. El NDP llegó a un acuerdo de coalición con otros cinco partidos para apoyar a Geerlings-Simons como candidato a la presidencia. Entre ellos, la coalición tiene 34 escaños, exactamente la supermayoría de dos tercios necesaria para convertirla en la primera mujer presidenta de Surinam sin el apoyo de otros partidos. El 5 de julio de 2025, la Asamblea Nacional eligió a Geerlings-Simons presidenta de Surinam, al postularse sin oposición después de que su partido formara una coalición con el objetivo de derrocar al presidente Chan Santokhi tras las elecciones de mayo del mismo año.